# Oswald Wikström
Per Olof Oswald  Wikström (i riksdagen kallad Wikström i Söderhamn), född 7 juni 1845 i Rödöns socken, Jämtlands län, död 19 juni 1909 i Adolf Fredriks församling, Stockholm, var en svensk borgmästare och riksdagsman. Han var far till Einar och Thorsten Wikström.
Wikström studerade vid Östersunds läroverk 1854–1861, inskrevs vid Uppsala universitet 1862, avlade juridisk preliminärexamen 1863 och hovrättsexamen 1865. Han blev auskultant i Svea hovrätt 1865, e.o. notarie 1867 , var t.f. domhavande 1870–1872, blev vice häradshövding 1871 samt rådman och notarius publicus i Söderhamn 1872. Han var borgmästare i Söderhamn 1887–1909 samt landstingsman för Gävleborgs län 1889–1904. Han var riksdagsledamot i andra kammaren för Söderhamns valkrets 1894–1896. Han ligger begravd i Söderhamn.